# Ochrosia minima
Ochrosia minima là một loài thực vật có hoa trong họ La bố ma. Loài này được (Markgr.) Fosberg & Boiteau mô tả khoa học đầu tiên năm 1977.